# Thomas Gibson Bowles
Thomas Gibson Bowles, né le 15 janvier 1841 et mort le 12 janvier 1922, généralement connu sous le nom Tommy Bowles, est le fondateur des magazines The Lady et du Vanity Fair anglais.

## Vie privée

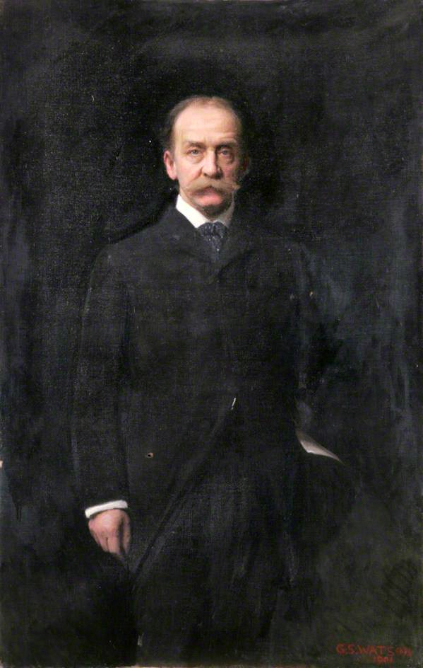
Thomas Gibson Bowles (George Spencer Watson, 1901)

Il est marié à Jessica Evans-Gordon.